# نيكلاس تييد
نيكلاس تييد (بالألمانية: Niclas Thiede)‏ هو لاعب كرة قدم ألماني في مركز حراسة المرمى، ولد في 14 أبريل 1999 في هاغن في ألمانيا. لعب مع نادي فرايبورغ.

## وصلات خارجية
- نيكلاس تييد على موقع الاتحاد الأوربي (الإنجليزية)
- نيكلاس تييد على موقع قاعدة بيانات كرة القدم.إي يو (الإنجليزية)
- نيكلاس تييد على موقع عالم كرة القدم.نت (الإنجليزية)